# Wereldkampioenschap superbike van Donington 2021
Het wereldkampioenschap superbike van Donington 2021 was de vierde ronde van het wereldkampioenschap superbike 2021. De races werden verreden op 3 en 4 juli 2021 op Donington Park in North West Leicestershire, Verenigd Koninkrijk. Tijdens het weekend kwam enkel het WK superbike in actie, het wereldkampioenschap Supersport was niet aanwezig op het circuit.

## Superbike

### Race 1
| Pos | Nr | Rijder                | Constructeur | Rondes | Tijd        | Grid | Punten |
| --- | -- | --------------------- | ------------ | ------ | ----------- | ---- | ------ |
| 1   | 54 | Toprak Razgatlıoğlu   | Yamaha       | 23     | 34:36.377   | 13   | 25     |
| 2   | 1  | Jonathan Rea          | Kawasaki     | 23     | +2.419      | 1    | 20     |
| 3   | 22 | Alex Lowes            | Kawasaki     | 23     | +12.261     | 4    | 16     |
| 4   | 66 | Tom Sykes             | BMW          | 23     | +14.625     | 3    | 13     |
| 5   | 60 | Michael van der Mark  | BMW          | 23     | +16.447     | 2    | 11     |
| 6   | 91 | Leon Haslam           | Honda        | 23     | +17.028     | 7    | 10     |
| 7   | 31 | Garrett Gerloff       | Yamaha       | 23     | +33.345     | 5    | 9      |
| 8   | 19 | Álvaro Bautista       | Honda        | 23     | +37.385     | 16   | 8      |
| 9   | 44 | Lucas Mahias          | Kawasaki     | 23     | +43.566     | 10   | 7      |
| 10  | 47 | Axel Bassani          | Ducati       | 23     | +43.835     | 12   | 6      |
| 11  | 7  | Chaz Davies           | Ducati       | 23     | +48.102     | 9    | 5      |
| 12  | 21 | Michael Ruben Rinaldi | Ducati       | 23     | +56.538     | 8    | 4      |
| 13  | 50 | Eugene Laverty        | BMW          | 23     | +59.392     | 15   | 3      |
| 14  | 12 | Luke Mossey           | Kawasaki     | 23     | +1:01.922   | 14   | 2      |
| 15  | 32 | Isaac Viñales         | Kawasaki     | 23     | +1:22.275   | 17   | 1      |
| 16  | 84 | Loris Cresson         | Kawasaki     | 22     | +1 ronde    | 21   |        |
| DNF | 94 | Jonas Folger          | BMW          | 21     | Uitgevallen | 20   |        |
| DNF | 53 | Esteve Rabat          | Ducati       | 10     | Uitgevallen | 18   |        |
| DNF | 55 | Andrea Locatelli      | Yamaha       | 6      | Ongeluk     | 11   |        |
| DNF | 45 | Scott Redding         | Ducati       | 1      | Ongeluk     | 6    |        |
| DNF | 23 | Christophe Ponsson    | Yamaha       | 1      | Ongeluk     | 19   |        |

### Superpole
| Pos | Nr | Rijder                | Constructeur | Rondes | Tijd        | Grid | Punten |
| --- | -- | --------------------- | ------------ | ------ | ----------- | ---- | ------ |
| 1   | 1  | Jonathan Rea          | Kawasaki     | 10     | 15:17.951   | 1    | 12     |
| 2   | 66 | Tom Sykes             | BMW          | 10     | +2.531      | 3    | 9      |
| 3   | 60 | Michael van der Mark  | BMW          | 10     | +3.409      | 2    | 7      |
| 4   | 91 | Leon Haslam           | Honda        | 10     | +3.955      | 7    | 6      |
| 5   | 31 | Garrett Gerloff       | Yamaha       | 10     | +4.067      | 5    | 5      |
| 6   | 54 | Toprak Razgatlıoğlu   | Yamaha       | 10     | +5.011      | 13   | 4      |
| 7   | 44 | Lucas Mahias          | Kawasaki     | 10     | +6.461      | 10   | 3      |
| 8   | 7  | Chaz Davies           | Ducati       | 10     | +11.599     | 9    | 2      |
| 9   | 55 | Andrea Locatelli      | Yamaha       | 10     | +20.284     | 11   | 1      |
| 10  | 21 | Michael Ruben Rinaldi | Ducati       | 10     | +24.865     | 8    |        |
| 11  | 47 | Axel Bassani          | Ducati       | 10     | +25.318     | 12   |        |
| 12  | 50 | Eugene Laverty        | BMW          | 10     | +25.584     | 15   |        |
| 13  | 32 | Isaac Viñales         | Kawasaki     | 10     | +40.885     | 17   |        |
| 14  | 22 | Alex Lowes            | Kawasaki     | 10     | +1:09.188   | 4    |        |
| 15  | 19 | Álvaro Bautista       | Honda        | 10     | +1:16.976   | 16   |        |
| 16  | 94 | Jonas Folger          | BMW          | 10     | +1:24.717   | 20   |        |
| 17  | 12 | Luke Mossey           | Kawasaki     | 10     | +1:33.316   | 14   |        |
| 18  | 45 | Scott Redding         | Ducati       | 10     | +1:37.702   | 6    |        |
| DNF | 84 | Loris Cresson         | Kawasaki     | 7      | Uitgevallen | 21   |        |
| DNF | 23 | Christophe Ponsson    | Yamaha       | 5      | Uitgevallen | 19   |        |
| DNF | 53 | Esteve Rabat          | Ducati       | 1      | Ongeluk     | 18   |        |

### Race 2
| Pos | Nr | Rijder                | Constructeur | Rondes | Tijd        | Grid | Punten |
| --- | -- | --------------------- | ------------ | ------ | ----------- | ---- | ------ |
| 1   | 54 | Toprak Razgatlıoğlu   | Yamaha       | 23     | 34:01.226   | 6    | 25     |
| 2   | 31 | Garrett Gerloff       | Yamaha       | 23     | +2.243      | 5    | 20     |
| 3   | 66 | Tom Sykes             | BMW          | 23     | +4.522      | 2    | 16     |
| 4   | 45 | Scott Redding         | Ducati       | 23     | +5.151      | 11   | 13     |
| 5   | 60 | Michael van der Mark  | BMW          | 23     | +13.315     | 3    | 11     |
| 6   | 22 | Alex Lowes            | Kawasaki     | 23     | +14.444     | 10   | 10     |
| 7   | 7  | Chaz Davies           | Ducati       | 23     | +16.684     | 8    | 9      |
| 8   | 21 | Michael Ruben Rinaldi | Ducati       | 23     | +18.757     | 12   | 8      |
| 9   | 91 | Leon Haslam           | Honda        | 23     | +20.783     | 4    | 7      |
| 10  | 19 | Álvaro Bautista       | Honda        | 23     | +22.938     | 16   | 6      |
| 11  | 55 | Andrea Locatelli      | Yamaha       | 23     | +23.194     | 9    | 5      |
| 12  | 44 | Lucas Mahias          | Kawasaki     | 23     | +25.442     | 7    | 4      |
| 13  | 47 | Axel Bassani          | Ducati       | 23     | +32.898     | 13   | 3      |
| 14  | 53 | Esteve Rabat          | Ducati       | 23     | +38.370     | 18   | 2      |
| 15  | 50 | Eugene Laverty        | BMW          | 23     | +39.776     | 15   | 1      |
| 16  | 12 | Luke Mossey           | Kawasaki     | 23     | +43.182     | 14   |        |
| 17  | 32 | Isaac Viñales         | Kawasaki     | 23     | +56.811     | 17   |        |
| 18  | 23 | Christophe Ponsson    | Yamaha       | 23     | +57.073     | 19   |        |
| 19  | 84 | Loris Cresson         | Kawasaki     | 23     | +1:13.148   | 21   |        |
| 20  | 1  | Jonathan Rea          | Kawasaki     | 23     | +1:14.103   | 1    |        |
| DNF | 94 | Jonas Folger          | BMW          | 6      | Uitgevallen | 20   |        |

## Tussenstanden na wedstrijd

### Superbike
| Pos | Nr | Rijder                | Team     | Punten |
| --- | -- | --------------------- | -------- | ------ |
| 1   | 54 | Toprak Razgatlıoğlu   | Yamaha   | 183    |
| 2   | 1  | Jonathan Rea          | Kawasaki | 181    |
| 3   | 45 | Scott Redding         | Ducati   | 117    |
| 4   | 22 | Alex Lowes            | Kawasaki | 114    |
| 5   | 21 | Michael Ruben Rinaldi | Ducati   | 94     |

1988 · 1989 · 1990 · 1991 · 1992 · 1993 · 1994 (I) · 1994 (II) · 1995 · 1996 · 1997 · 1998 · 1999 · 2000 · 2001 · 2007 · 2008 · 2009 · 2011 · 2012 · 2013 · 2014 · 2015 · 2016 · 2017 · 2018 · 2019 · 2021 · 2022 · 2023 · 2024 · 2025